# آثار صخره‌ای ویند
آثار صخره‌ای ویند مربوط به دوران‌های تاریخی پس از اسلام است و در شهرستان اردبیل، روستای ویند واقع شده و این اثر در تاریخ ۲۵ اسفند ۱۳۷۹ با شمارهٔ ثبت ۳۶۶۹ به‌عنوان یکی از آثار ملی ایران به ثبت رسیده‌است.